# Kas (Sudan)
Kas (arab. كاس) – miasto w Sudanie, w prowincji Darfur Południowy. Według danych na rok 2008 liczyło 55 255 mieszkańców.